# Драка в лагере «Дон»
Драка в лагере «Дон» — массовая драка, произошедшая 25 июля 2010 года в детском лагере «Дон» в посёлке Новомихайловский Туапсинского района Краснодарского края между десятками или сотнями местных жителей и чеченцев, было более десяти пострадавших. 26 июля все приезжие из Чечни покинули лагерь раньше срока на нескольких автобусах. В начале сентября 2010 года дело было передано в ведение Главного управления МВД РФ по Южному федеральному округу (ЮФО) из-за широкого общественного резонанса, который вызвало это происшествие. В марте 2012 года шесть местных жителей были условно осуждены по статье «Хулиганство» на два года лишения свободы с испытательным сроком на год. В ходе следствия осуждённые свою вину не признали.

## Лагерь «Дон»
Детский оздоровительный комплекс «Дон» расположен на Черноморском побережье Кавказа в посёлке Новомихайловский Туапсинского района. Комплекс занимает площадь около 10 га, примыкая к песчаному берегу Чёрного моря. «Дон» соседствует с детским центром «Орлёнок». На его территории есть библиотека, комнаты отдыха с телевизорами, детский дискобар.
По данным милиции, к 25 июля 2010 в лагере находилось 510 человек, в том числе 438 несовершеннолетних. Из них 402 прибыли из Чечни и 36 — из Ростовской и Омской областей.

## Начало конфликта
Согласно версии милиции, причиной драки стал бытовой конфликт. 25 июля 2010 года трое чеченских 15-16-летних подростков пристали к 14-летней ростовчанке Соне Сафоновой, подошёл 37-летний замдиректор лагеря Борис Усольцев, но последующий разговор перетёк в драку, на помощь к подросткам подоспел Руслан Гиназов — тренер юношеской сборной Чеченской республики по вольной борьбе, который разбил Усольцеву нос. Далее в лагерь проникли местные жители и между ними и взрослыми отдыхающими из Чеченской Республики произошла драка.
Однако по версии этих самых трёх чеченских подростков, они сидели неподалёку от столовой, невдалеке от них сидел Борис Усольцев и выпивал со своими друзьями, попутно выкрикивая угрозы в адрес троих подростков. Когда Борис Усольцев начал подходить к подросткам, Исмаил Дадаев решил уйти, чтобы не поддаться на провокацию, как его и предупреждали воспитатели, но тот успел ударить Исмаила в печень, на которую уже два раза делали операцию, после чего повалил на землю и ударил ещё пару раз, находившийся рядом с Исмаилом его друг — Амирхан Бехоев начал заступаться за Исмаила, но и на него Борис Усольцев напал, ударив сначала в лицо, потом в живот, затем приподнял его и кинул на землю. Зелемхан Ханбатыров, выходивший в это время из магазина, крикнул что-то в адрес Усольцева, тот подбежал к нему и ударил кулаком по лицу, после этого удара Зелемхан тоже потерял сознание. Далее закричал Амирхан Бехоев, Усольцев, торопясь, начал возвращаться к нему, но неудачно поставив свою ногу, ударился об бордюр и повредил её. Далее другие маленькие дети вызвали тренера юношеской сборной — Руслана Гиназова, который вмешался в потасовку. При этом они сообщили, что не приставали ни к какой 13-летней ростовчанке и впервые о ней услышали, уже находясь в центральной больнице Сунженского района Чеченской республики. И были «крайне удивлены, насколько всё было вывернуто — из пострадавших они превратились в нападавших и избивали маленькую девочку».
Версия Бориса Усольцева совпадает с версией изложенной Генеральной прокуратурой от 27 июля 2010 года.
На официальном сайте Генеральной прокуратуры 27 июля 2010 года изложена сходная версия событий:

Установлено, что конфликтная ситуация возникла после того, как заместитель директора лагеря сделал замечание трем отдыхающим подросткам из Чеченской Республики, которые спровоцировали ссору с несовершеннолетней девушкой из Ростовской области. На требования заместителя директора лагеря прекратить ссору и разойтись подростки не отреагировали. Сопровождавший их взрослый из Чеченской Республики также не пресекал действия молодых людей. Вместо этого совместно с тремя подростками он стал избивать заместителя директора лагеря.
Через некоторое время на территорию лагеря прибыла группа неустановленных лиц, которые вступили в драку с подростками из Чеченской республики.

«Интерфакс», со ссылкой на ГУВД, приводит детали начала конфликта: после драки с подростками Борис Усольцев вышел из корпуса, и на него напали несколько приезжих: тренер ДЮСШ № 1 Грозненского района Руслан Гиназов со своим 31-летним помощником, четверо 16-летних и трое 15-летних подростков. На помощь Усольцеву пришёл 30-летний местный житель (армянин по национальности). В результате оба они попали в поликлинику.
По информации газеты «Комсомольская правда», девочке, к которой приставали подростки, было 13 лет. Газета приводит её слова: «Я сидела на лавочке, и ко мне подошли трое этих… На вид лет 14-17. Стали всякие пошлости говорить, руки распускать. Ну я их и послала куда подальше. Тогда они стали меня пинать, бросили на землю, били ногами, выкрикивая при этом: „Так вам и надо, русские проститутки!“».
Иную версию приводят представители аппарата уполномоченного по правам человека в Чеченской Республике Нурди Нухажиева. По их данным, заместитель директора лагеря в нетрезвом виде начал избивать и оскорблять трёх подростков из Чечни. Позднее Нухажиев заявил: «Вот у меня заявление от родителей этих мальчишек, и ничего такого и близко не было. Дети есть дети, они шальные, могут что-то сказать, ущипнуть. Что, за это надо людей собирать и бить детей?».
Министр ЧР по внешним связям, национальной политике, печати информации Ш. Ю. Саралиев, так прокомментировал данное событие:

Вся эта история с избиением некой девочки изначально была уловкой, откровенно ложью семьи Усольцевых, чтобы уйти от ответственности за подстрекательство в совершении злостного преступления — массового избиения чеченских детей. Как оказалось на самом деле девочку они придумали, зная, что на эту удочку о приставании кавказцев к русским девушкам многие клюнут. Как мы знаем, Борис Усольцев проходил военную службу в Чеченской республике (Чечне). Видимо сложности армейской службы, каким-то образом сказались на его психике, переросшей в ненависть к чеченскому народу. Он каждый вечер бродил в нетрезвом виде по лагерю в надежде спровоцировать конфликт, и выкрикивая националистические лозунги, избил детей-инвалидов, прекрасно осознавая, что они не смогут дать ему достойный отпор. Одним словом, Усольцевы преступили закон и стараются свалить все с больной головы на здоровую, и, к сожалению, отдельные СМИ своим необъективным освещением данного события играют им на руку и обильно льют воду на мельницу чеченофобии в российском обществе. И это происходит в правовом государстве, где права детей декларированы Конституцией, независимо от цвета глаз и кожи.

Также, по утверждению Ш. Ю. Саралиева, Усольцев уже был ранее судим за «тяжкое преступление».
Однако, по данным gazeta.ru, Борис Усольцев проходил военную службу «в тылу», и сам не участвовал ни в одной из военных операциях в самой Чечне.
Далее, к лагерю подъехал директор лагеря — Михаил Усольцев, который вызвал к себе в кабинет троих подростков, обоих тренеров, 60-летнего тренера Руслана и 32-летнего Рустама, своего замдиректора и сына 37-летнего Бориса Усольцева, где подписали мировое соглашение и согласились на том, что «конфликт исчерпан».
Текст мирового соглашения:

Мировое соглашение
Мы, Усольцев Михаил Архипович, директор оздоровительного комплекса «Дон», и представитель группы детей Чеченской Республики Гиназов Руслан Султанович, составили настоящее мировое соглашение на предмет того, что инцидент, случившийся в лагере сегодня, 25.07.2010 года, между детьми и администрацией, сотрудниками лагеря, исчерпан полностью.

Стороны претензий друг к другу не имеют.

1. Директор М. А. Усольцев — подпись.

2. Гиназов Р. С. — подпись.

Газета «Комсомольская правда» передавала мнение одного из вожатых относительно отдыхающих из Чечни: «Вели себя, честно сказать, по-хамски. Задирали наших пацанов, приставали к девчонкам, отбирали фрукты у детей из других регионов, на дискотеке только кавказские песни крутили. Из лагеря по ночам сбегали». По словам вожатого, несмотря на то, что лагерь рассчитан на детей, некоторым приезжим было по 18 лет, а сопровождающим — по 22—25.
По сообщению ТРК «Петербург», девушки лет 15—16, которые отдыхали на тот момент в лагере, «задирами гостей не считали», и отметили, что отдыхающие из Чечни сами не станут лезть в драку, если их не провоцировать на это.

## Ночные события
После первоначального конфликта на территорию лагеря проникла группа местных жителей, начав новую драку. Версии происходивших событий и оценки численности этой группы противоречивы.
Как заявляют представители аппарата Нурди Нухажиева, «толпа из местных жителей, возглавляемая директором лагеря, под прикрытием местной милиции» начала избиение отдыхающих из Чечни. По заявлениям чеченской стороны, около 300—400 человек, вооружённых железными прутьями, искали по корпусам отдыхающих из Чечни. Министр ЧР по внешним связям, национальной политике, печати и информации Шамсаил Саралиев также говорит о «сотнях нападавших на детей». Завуч грозненской школы № 8 Яха Махашева заявила:

Ближе к ночи директор лагеря открыл ворота и впустил на территорию толпу местных жителей, которую вёл его второй сын Андрей. Эти люди рыскали по всем корпусам и искали чеченских детей. Кто-то направил толпу к корпусу, где находились дети из юношеской сборной ЧР. Именно этой группе детей и их тренерам пришлось отражать атаку озверевшей толпы. Многих детей из других групп удалось спасти благодаря вожатым из Ростова, Омска и Чувашии, которые прятали их среди детей из своих регионов. Они буквально своими телами прикрывали чеченских детей, уложив их на пол, закрыв одеялами.

Обозреватель «Интерфакса» выразил сомнение в этой версии: «невозможно представить, как в пяти—шести комнатах корпусов лагеря, где располагались ростовские подростки (дети в возрасте 7-10 лет размещаются по 8-10 человек с воспитателем в каждой комнате, дети 11-15 лет живут в комнатах по 4-6 человек), можно было „укрывать“… три сотни чеченских ребят!».
Начальник пресс-службы ГУВД по Краснодарскому краю Игорь Желябин отвергает обвинения Нухажиева в адрес милиции. По заявлению Желябина, милиции удалось предотвратить проникновение на базу прибывшей группы местных жителей (русской и армянской национальностей). Кроме того, по его словам, сотрудники ДПС блокировали группу представителей местной чеченской диаспоры, которые собрались выдвинуться со стороны посёлка Лазаревское. Желябин также говорит, что Нухажиев преувеличивает число прибывших местных жителей.
26 июля все приезжие из Чечни покинули лагерь раньше срока.

### Армяне среди нападавших
Юлия Латынина высказала мнение, что дрались с чеченцами главным образом не русские, а армяне, так как в самом начале конфликта получил удар ножом сопровождавший замдиректора Бориса Усольцева армянин Кешешьян. Русских же, на её взгляд, было «раз, два и обчёлся». Латынина утверждала: «Заехавшая в лагерь банда устроила террор. Ещё до инцидента они отправили нескольких местных жителей на больничные койки с ножевыми ранениями. Гагику Шагиняну, хозяину кафе и гостиницы неподалёку, они откусили бровь и чиркнули по спине ножом». По её словам, после ранения Кешешьяна группа армян численностью 25-50 человек «бросилась в лагерь, желая отомстить».
По данным «Новой газеты», все семеро задержанных имеют армянские фамилии. Как пишет ереванская газета «Новое время», «армян среди парней, пришедших на выручку сотрудникам лагеря, было не больше сорока».
Председатель отделения Союза армян России Краснодара Гурген Иванян в беседе с корреспондентом NEWS.am заявил, что в районе, где находится лагерь, компактно проживает множество армян, некоторые из них работают в лагере. Иванян возложил ответственность за разгром лагеря на чеченскую сторону: «Чеченцы не только разгромили лагерь, но и избили директора и замдиректора лагеря, последнему сломали ногу».

## Пострадавшие
По данным уполномоченного по правам человека в Чечне Нурди Нухажиева, пострадали семеро подростков и тренеры юношеской сборной Чечни, в том числе и 60-летний тренер группы Руслан Гиназов. Они, по словам Нухажиева, были госпитализированы в больницу Туапсе.
По данным прокуратуры, заместитель директора лагеря получил переломы костей носа и правого голеностопного сустава. Госпитализированы три человека (заместитель директора лагеря, местный житель, получивший ножевое ранение, один подросток из Чеченской Республики). 9 человек из числа отдыхающих получили телесные повреждения.

## Расследование
Возбуждено уголовное дело по признакам преступления, предусмотренного частью 2 статьи 213 (хулиганство) УК РФ.
К расследованию подключился Павел Астахов, Уполномоченный при Президенте Российской Федерации по правам ребёнка, который считает, что конфликт произошёл из-за некомпетентности администрации лагеря. По его словам, у персонала не было должностных инструкций: «Если бы они знали и четко выполняли свои инструкции и обязанности, то все быстрее бы разрешилось». Астахов ещё заявил, что к ответственности «должны быть привлечены все виновные, допустившие разжигание конфликта».
По данным на 27 июля 2010 года задержаны семеро человек (все — местные жители).
5 августа представитель Департамента охраны общественного порядка (ДООП) МВД России Елена Новосельцева на пресс-конференции в РИА Новости сказала, что в будущем для предотвращения подобных конфликтов нужно, чтобы дети в летних лагерях весь день были заняты, чтобы у них был жёсткий распорядок дня и почти не было свободного времени, как это было в пионерских лагерях в Советском Союзе. Тогда таких конфликтов, по её словам, будет проще избежать. По её мнению, всё произошло исключительно по бытовым причинам: мальчики повели себя «определённым образом», решили, что могут «пренебрежительно относиться к девочкам», что нередко происходит в детском коллективе и может быть спровоцировано самими девочками. «А в результате этого произошел конфликт между взрослыми людьми».
В начале сентября дело было передано в ведение Главного управления МВД РФ по Южному федеральному округу (ЮФО) из-за широкого общественного резонанса, который вызвало это происшествие.

## Суд
Уголовное дело по факту избиения Бориса Усольцева не было возбуждено. Начальник следственной части Главного управления МВД по Южному федеральному округу Виталий Шевченко объяснил: «У заместителя директора была сломана переносица и повреждена нога. Травма переносицы — это лёгкий вред здоровью, чтобы возбудить уголовное дело, нужно заявление от потерпевшего. Усольцев же сообщил, что примирился с нападавшими, претензий к ним не имеет, и подавать заявление отказался. Что касается сломанной ноги, эту травму Усольцев, по мнению краснодарских судмедэкспертов, получил, неудачно поставив ногу на бордюр. Вероятно, в драке его толкнули, он оступился, упал и сломал ногу».
Уголовные дела по статье «Хулиганство» были возбуждены в отношении шести жителей Туапсинского района только после того, как удалось собрать убедительные доказательства их участия в драке на территории лагеря. Виталий Шевченко заявил: «В отношении других местных жителей убедительных доказательств не было, а закон всегда действует в пользу подозреваемого или подсудимого. Пострадавшие из Чеченской Республики с ними раньше не встречались, к тому же было темно, поэтому опознать нападавших чеченцы не смогли. Также не удалось установить, кто именно повредил имущество лагеря. Сложные экспертизы, например дактилоскопия, по таким статьям, как „Хулиганство“, не проводятся. Если бы на территории лагеря были установлены камеры, сотрудники правоохранительных органов смогли бы выяснить, кто именно ломал мебель и разбивал окна».
В марте 2012 года Туапсинский районный суд Краснодарского края вынес приговор шестерым участникам массовой драки в лагере «Дон»: Артур Боладьян, Геворг Агабекян, Леонид Резников, Виктор Ингилизян, Вячеслав Джевелек и Камо Манукян условно осуждены по статье «Хулиганство» на два года лишения свободы с испытательным сроком на год. В ходе судебного следствия осуждённые свою вину не признали.
Согласно материалам дела, используя палки и камни, нападвашие избили 13 выходцев из Чечни, а также повредили и уничтожили имущество ГУП ОК «Дон» на сумму 225 тысяч рублей.

## Реакция на конфликт
Ряд некоторых журналистов СНГ и государственных деятелей Российской Федерации опубликовали свои мнения по поводу произошедшего конфликта.
Губернатор Краснодарского края Александр Ткачёв назвал драку «хулиганским проявлением на бытовой почве», отвергнув версию межнационального конфликта. Владимир Жириновский заявил: «Это все горская культура, она очень сложна для городской, равнинной культуры».
Взявший это дело под личный контроль, уполномоченный при президенте РФ по правам ребёнка Павел Астахов, после своего небольшого расследования прокритиковал действия должностных лиц руководства лагеря:

Причем, судя по имеющейся у меня информации, воспитатели лагеря и его руководитель попытались не только спровоцировать ситуацию, но и фактически отомстить. Очевидно, что все началось с ссоры между ростовской девочкой и тремя ребятами из чеченской группы. Собственно, воспитатели и вожатые должны были просто собрать всех провинившихся, заставить этих ребят попросить прощения у девочки — и конфликт был бы исчерпан. Но дальше все стало происходить по сценарию плохого кино — воспитатели стали пытаться отомстить чеченским молодым людям, подбивать людей под это, а драки между лагерными и местными ребятами были всегда.

### Критика руководства лагеря
Уполномоченный при президенте РФ по правам ребёнка Павел Астахов, Начальник УВД Туапсинского района Александр Удовенко, Президент ЧР Рамзан Кадыров, омбудсмен Нурди Нухажиев, Министр ЧР по внешним связям, национальной политике, печати информации Ш. Ю. Саралиев, и другие, раскритиковали руководство лагеря «Дон», в частности братьев Усольцевых, на которых, по их мнению, лежит наибольшая ответственность за произошедшую драку. Так, сообщается что у них не было должностных инструкций, и вместо того, чтобы решить конфликт, они потакали его возгоранию, «пытаясь отомстить чеченским молодым людям». Заместитель директора Михаиль Усольцев ранее был судим, и работал в тылу во время чеченской войны, что могло бы объяснить его предвзятое и негативно-настроенное отношение к отдыхающим из Чеченской Республики; также ещё до инцидента с тремя подростками он задирал чеченских детей и позволял себе ругань в их адрес, прикрываясь своим отцом, который являлся директором лагеря. Также, по словам самого Михаила Усольцева, их лагерь «готовился к банкротству», и информацию о финансовой проблеме лагеря подтвердил и тренер юношеской сборной Руслан Гиназов, по словам которого в лагере работают женщины, которым второй сезон не выплачивали зарплату, и которые практически работают задаром. «Мы не хотим здесь оставаться, они не рассчитывают и почти насильно удерживают», — процитировал слова одной из них Руслан Гиназов.
В свою очередь Начальник УВД Туапсинского района Александр Удовенко заявил:

Если был бы звонок этого не произошло. Директор не сообщил администрации, они туда проникли, понимаете? Хотя мы требовали вообще расследование, губернатор выходил на эту тему, чтобы сотрудники чеченской милиции сопровождали.

### Руководство Чечни
Президент Чечни Рамзан Кадыров заявил, что произошло «массовое избиение детей», чему «прямо или косвенно потворствовали должностные лица». В частности, он отметил, что «драку затеял замдиректора лагеря Борис Усольцев, который находился в нетрезвом состоянии».
29 июля Рамзан Кадыров несколько изменил свою первоначальную точку зрения, заявив, что в республике создана специальная комиссия, и будет сделано всё, чтобы призвать виновных к ответу. Президент республики допустил, что конфликт произошёл на бытовой почве, а не по мотивам межнациональной ненависти, в частности к чеченцам. Он подчеркнул, что в республике ведётся постоянная работа среди молодёжи по укреплению уважения традиций других народов и законов России. «Чеченцы не должны быть инициаторами межнациональных конфликтов», — заявил Кадыров.
Что касается Нурди Нухажиева, то он остался на прежних позициях и осудил российских правозащитников за то, что они, по его мнению, проигнорировали «организованное избиение детей и подростков из Чеченской республики при попустительстве администрации лагеря и правоохранительных органов», посетовав, что правозащитники «не выработали позиций по фундаментальным вопросам». Разницу во мнениях с Кадыровым Нухажиев позже объяснил тем, что президент Чечни не кривит душой, а просто проявил «благородство сильного человека». Нухажиев продолжил отрицать вину в произошедшем отдыхающих из Чечни и 30 июля собирался направить письмо Президенту России Дмитрию Медведеву с просьбой обратить особое внимание на регионы, где грубо нарушаются права чеченцев.

### Оценки роли чеченской стороны
Сотрудники центра «Сова» обвинили в конфликте, пусть и с оговорками, чеченскую сторону, отметив неприглядную, по их мнению, роль руководства Чеченской республики. Директор центра Александр Верховский отметил, что одна из сторон конфликта убыла в Чечню, что затруднит расследование. Верховский заявил: «Рамзан Кадыров эту драку подает как чеченский погром, которого, на мой взгляд, не было. Была драка, в которой были пострадавшие, пострадавшие были с обеих сторон. Все это очень печально, но это не называется погромом»
Галина Кожевникова сказала, что Чечня существует «по сути, вне правового поля». По её словам, «в ситуации, когда Рамзан Кадыров просто вытаскивает „своих“ и преступники остаются безнаказанными, сложно что-то требовать от правоохранительных органов».
Валерий Гаевский, губернатор Ставропольского края, а также Николай Фёдоров, бывший президент республики Чувашия, также отметили случаи некорректного поведения некоторых представителей народов Кавказа на территориях ряда регионов России, в том числе и на Ставрополье. По словам губернатора, это вызывает отторжение у коренного населения. Например, в Ставрополе и других городах края группами кавказцев по 100 и более человек, проводящими свои религиозные обряды или справляющими праздники, может быть перекрыто движение на улицах.
В связи с событием высказалась журналист и писатель Юлия Латынина, полностью вставшая на сторону руководства лагеря и прокуратуры и даже обвинившая власти Чечни в фашизме и защите интересов людей по национальному признаку.
Издание организации «Jamestown Foundation» также отметило этот инцидент, выразив опасение, что он может способствовать усилению межнациональной напряжённости на Северном Кавказе, а возможно, и по всей России. Также было выражено мнение, что руководство Чеченской республики зарабатывает себе авторитет, в любой ситуации вставая на сторону своих жителей.
Один из лидеров движения «Солидарность» Борис Немцов также считал, что суть проблемы в том, что в связи с особым, внеправовым положении Чеченской республики, «где не осталось федеральных сил, а Конституция РФ не имеет никакого значения», в России чеченцы чувствуют себя абсолютно безнаказанными. Единственный выход — «восстановить конституционный порядок» в Чечне.
Известный российский писатель, чеченец по национальности, Герман Садулаев, комментируя «донское побоище», как он выразился, признал, что, скорее всего, виноваты отдыхающие из Чечни:

Зная своих соплеменников, видя современную чеченскую молодёжь, я выражу своё мнение по поводу донского побоища. Скорее всего, почти во всем правы сотрудники лагеря. Чеченские подростки действительно не умеют себя вести за границей республики. После домашнего шариата и адата им кажется, что они попали в царство вседозволенности. Такие правильные и приличные дома, молодые люди из Чеченской Республики, едва попав во внешний мир, совершенно не могут контролировать свои чувства и побуждения, и даже не пытаются.

Писатель отметил, что, по его мнению, одной из главных причин этого является показное, лицемерное ханжество, которое, как он сказал, так часто искусственно насаждается детям во время воспитания в семье, когда взрослые целомудренны у себя дома, но позволяют себе распущенность вне его, при этом заставляя своих родственников следовать тем правилам, которые они сами нарушают. А их дети всё это видят. Он подчеркнул, что особая вина лежит на «воспитующих», которые не объяснили своим подопечным, как надо себя вести.
Писатель Игорь Панин, проводивший наблюдение за реакцией на произошедшее, заметил, что неожиданно безразлично отнеслась к этому событию большая часть российской интеллигенции, например, среди писателей отметился, по его словам, почти один Герман Садулаев. Но, если писателям это простительно, возможно, они просто копят материал для больших произведений и не размениваются по мелочам (как Валентин Распутин со своей повестью «Дочь Ивана, мать Ивана»), то молчание всех остальных (актёры, телеведущие и т. д.) напоминает, по его мнению молчание ягнят из одноимённого фильма. Ягнят, «которые боялись даже блеять, предчувствуя неминуемую резню на ферме».

### «Кодекс поведения»
Заместитель полномочного представителя президента в Северо-Кавказском федеральном округе Владимир Швецов предложил разработать для молодёжи Северного Кавказа «кодекс поведения» в других регионах страны. Рамзан Кадыров и Нурди Нухажиев негативно отнеслись к этой иницитиаве. Рамзан Кадыров сказал, что у чеченского народа есть свой традиционный кодекс поведения, нерушимый, как и все традиции, а Нурди Нухажиев предложил воссоздать Министерство по делам национальностей и религий, которое было в СССР. Некоторыми специалистами это было воспринято скептически, например, Галиной Кожевниковой. По её мнению, удастся добиться изменений к лучшему только в том случае, если на всей территории страны будут действовать одни законы, вне зависимости от региона. Заведующий сектором Кавказа Центра цивилизационных и региональных исследований РАН Энвер Кисриев отрицательно отозвался о предложении.
Депутаты Госдумы и Совета Федерации также прокомментировали предложение. Негативное и скептическое мнение высказали Вадим Густов, Василий Дума, Владимир Гусев, Сергей Лисовский, Хож Магомед Вахаев, Виктор Шудегов. Полностью поддержал идею член фракции «Единая Россия» Валерий Богомолов, депутат Юрий Афонин сказал, что предложение может быть полезным, однако не следует его навязывать.
Директор Центра системных региональных исследований и прогнозирования ИППК ЮФУ и ИСПИ РАН Виктор Черноус сказал, что речь следует вести не о «кодексе», а о «стратегически продуманной системной воспитательной работе». Это, по его словам, снимет «массу немотивированной молодёжной агрессивности», характерной для всех этнических групп.